# NGC 1212
NGC 1212 è una galassia lenticolare situata nella costellazione di Perseo, a una distanza di circa 277 milioni di anni luce dalla nostra Via Lattea.

## Scoperta
La galassia è stata scoperta il 18 ottobre 1884 dall'astronomo statunitense Lewis Swift. Fu poi osservata e descritta dall'astronomo statunitense Edward Barnard nel 1890 e aggiunta all'Index Catalogue con il codice IC 1883.

## Identificazione di NGC 1212
NGC 1212 è identificata con PGC 11815 e UGC 2560 da Seligman e NED (NASA/IPAC Extragalactic Database). SIMBAD e LEDA invece associano NGC 1212 a PGC 11761. I dati utilizzati nel template di questa voce sono quelli di PGC 11815.